# Da Vinci (krater)
För andra betydelser, se Da Vinci (olika betydelser).
Da Vinci är en nedslagskrater på planeten Mars. Kratern är namngiven efter den italienska konstnären och uppfinnaren Leonardo da Vinci.
Kratern har en diameter på ungefär 96 km.